# 井上令一
井上 令一（いのうえ れいいち、1929年 - ）は、日本の精神科医である。順天堂大学名誉教授。財団法人順天堂精神医学研究所所長。専門分野は臨床精神医学全般、脳波学、神経生理学。東京都杉並区出身。

## 人物
1950年武蔵大学医学部進学過程卒業、1956年順天堂大学医学部卒業。その後、順天堂大学名誉教授、（財）順天堂精神医学研究所所長となり、東京産業推進センターの相談役として、企業のメンタルヘルスにも応じている。その功績によって、東京労働局から局長賞を受賞した。

## 著作
- 『ギブス臨床脳波』星和書店、1995年

### 共編著
- 『臨床脳波 判読の手びき』南山堂、1986年
- 『困ったときの精神科ポケットリファレンス』メディカルサイエンスインターナショナル、2002年
- 『カプラン臨床精神医学テキストDSM‐IV‐TR診断基準の臨床への展開』メディカルサイエンスインターナショナル、2004年
- 『精神科薬物療法ハンドブック』メディカルサイエンスインターナショナル、2010
- 『まるわかり江戸の医学』監修 ベストセラーズ ワニ文庫、2011年
- 『カプラン臨床精神医学テキスト DSM-5診断基準の臨床への展開 第3版』メディカルサイエンスインターナショナル、2016年